# Pa Sak
Pa Sak (Thailändska: แม่น้ำป่าสัก) är en 513 km lång flod i centrala Thailand. Floden har sin källa i  Phetchabunbergen och flyter söderut genom en trång dal. Pa Sak mynnar ut i floden Lop Buri vid Ayatthaya. Lomsak, Phetchabun och Sara Buri är de största städerna längs floden. Nedanför Sara Buri är floden reglerad för bevattning.